# Davallia tyermanni
Davallia tyermanni là một loài dương xỉ trong họ Davalliaceae. Loài này được T.Moore mô tả khoa học đầu tiên năm 1871.
Danh pháp khoa học của loài này chưa được làm sáng tỏ. 